# Česká florbalová extraliga žen 2012/2013
Česká florbalová extraliga žen 2012/2013 byla 19. ročníkem nejvyšší ženské florbalové soutěže v Česku.
Soutěž odehrálo 12 týmů systémem dvakrát každý s každým. Prvních osm týmů postoupilo do play-off. Zbylé čtyři týmy hrály o sestup.
Vítězem ročníku se posedmé v řadě stal tým Herbadent SJM Praha 11, po porážce týmu 1. SC WOOW Vítkovice ve finále. Tím Herbadent překonal dosavadní rekord v počtu titulů týmu FBC Liberec.
V této sezóně se Extraliga nově hrála každý týden.
Tým Děkanka Praha od této sezóny přešel do klubu Tatran Střešovice pod dočasným názvem Tatran team Děkanka.
Nováčkem v této sezoně byl tým FbC COQUÍ Asper Šumperk, vítěz 1. ligy v předchozí sezóně, který do Extraligy postoupil poprvé.
Do této sezóny Extraligy se z důvodu malého počtu hráček nepřihlásil tým FBC Remedicum Ostrava. Některé hráčky týmu přešly do 1. SC WOOW Vítkovice. Ostravu nahradil tým FBC UNITED Č. Budějovice, poražený finalista 1. ligy v předchozí sezóně. V baráži svoji extraligovou účast ale neudržel. V následující sezóně byl nahrazen vítězem 1. ligy, týmem TJ Sokol Královské Vinohrady, který do Extraligy postoupil poprvé, poté, co i do 1. ligy postoupil teprve v předchozím ročníku.

## Základní část
| Poř. | Tým                           | Z  | V  | VP | PP | P  | VG  | OG  | B  |
| ---- | ----------------------------- | -- | -- | -- | -- | -- | --- | --- | -- |
| 1.   | Herbadent SJM Praha 11        | 22 | 19 | 0  | 1  | 2  | 213 | 48  | 58 |
| 2.   | 1. SC WOOW Vítkovice          | 22 | 18 | 1  | 1  | 2  | 153 | 39  | 57 |
| 3.   | TJ JM Chodov                  | 22 | 15 | 3  | 0  | 4  | 148 | 75  | 51 |
| 4.   | FbŠ XTG Bohemians             | 22 | 16 | 0  | 0  | 6  | 132 | 77  | 48 |
| 5.   | Crazy girls FBC Liberec       | 22 | 15 | 0  | 2  | 5  | 145 | 80  | 47 |
| 6.   | Elite Praha                   | 22 | 10 | 2  | 1  | 9  | 115 | 108 | 35 |
| 7.   | Eurospolečnosti Brno Židenice | 22 | 8  | 0  | 1  | 13 | 81  | 97  | 25 |
| 8.   | FBS Olomouc                   | 22 | 8  | 0  | 1  | 13 | 73  | 123 | 25 |
| 9.   | FBŠ AL INVEST Jihlava         | 22 | 6  | 2  | 0  | 14 | 63  | 128 | 22 |
| 10.  | Tatran team Děkanka           | 22 | 3  | 1  | 0  | 18 | 46  | 136 | 11 |
| 11.  | FbC COQUÍ Asper Šumperk       | 22 | 3  | 0  | 2  | 17 | 59  | 177 | 11 |
| 12.  | FBC UNITED Č. Budějovice      | 22 | 1  | 1  | 1  | 19 | 43  | 183 | 6  |

## Vyřazovací boje
První tři týmy si postupně zvolily soupeře pro čtvrtfinále z druhé čtveřice.

### Pavouk
|  | Čtvrtfinále (na zápasy)       | Čtvrtfinále (na zápasy) |                        |   | Semifinále (na zápasy) | Semifinále (na zápasy) |  |  | Superfinále (skóre) | Superfinále (skóre) |
|  |                               |                         |                        |   |                        |                        |  |  |                     |                     |
|  |                               |                         |                        |   |                        |                        |  |  |                     |                     |
|  | Herbadent SJM Praha 11        | 4                       |                        |   |                        |                        |  |  |                     |                     |
|  | Herbadent SJM Praha 11        | 4                       |                        |   |                        |                        |  |  |                     |                     |
|  | Elite Praha                   | 0                       |                        |   |                        |                        |  |  |                     |                     |
|  | Elite Praha                   | 0                       | Herbadent SJM Praha 11 | 4 |                        |                        |  |  |                     |                     |
|  |                               |                         | Herbadent SJM Praha 11 | 4 |                        |                        |  |  |                     |                     |
|  |                               | FbŠ XTG Bohemians       | 2                      |   |                        |                        |  |  |                     |                     |
|  | FbŠ XTG Bohemians             | FbŠ XTG Bohemians       | 2                      | 4 |                        |                        |  |  |                     |                     |
|  | FbŠ XTG Bohemians             |                         |                        | 4 |                        |                        |  |  |                     |                     |
|  | Crazy girls FBC Liberec       | 2                       |                        |   |                        |                        |  |  |                     |                     |
|  | Crazy girls FBC Liberec       | 2                       | Herbadent SJM Praha 11 | 3 |                        |                        |  |  |                     |                     |
|  |                               |                         | Herbadent SJM Praha 11 | 3 |                        |                        |  |  |                     |                     |
|  |                               | 1. SC WOOW Vítkovice    | 2                      |   |                        |                        |  |  |                     |                     |
|  | 1. SC WOOW Vítkovice          | 1. SC WOOW Vítkovice    | 2                      | 4 |                        |                        |  |  |                     |                     |
|  | 1. SC WOOW Vítkovice          |                         |                        | 4 |                        |                        |  |  |                     |                     |
|  | FBS Olomouc                   | 0                       |                        |   |                        |                        |  |  |                     |                     |
|  | FBS Olomouc                   | 0                       | 1. SC WOOW Vítkovice   | 4 |                        |                        |  |  |                     |                     |
|  |                               |                         | 1. SC WOOW Vítkovice   | 4 |                        |                        |  |  |                     |                     |
|  |                               | TJ JM Chodov            | 3                      |   |                        |                        |  |  |                     |                     |
|  | TJ JM Chodov                  | TJ JM Chodov            | 3                      | 4 |                        |                        |  |  |                     |                     |
|  | TJ JM Chodov                  |                         |                        | 4 |                        |                        |  |  |                     |                     |
|  | Eurospolečnosti Brno Židenice | 1                       |                        |   |                        |                        |  |  |                     |                     |
|  | Eurospolečnosti Brno Židenice | 1                       |                        |   |                        |                        |  |  |                     |                     |

### Čtvrtfinále
Herbadent SJM Praha 11 – Elite Praha 4 : 0 na zápasy – Zpráva
- 19. 3. 14:02, Herbadent – Elite 8 : 4 (2:0, 5:2, 1:2)
- 10. 3. 11:00, Herbadent – Elite 7 : 2 (0:2, 3:0, 4:0)
- 16. 3. 14:00, Elite – Herbadent 1 : 12 (1:2, 0:3, 0:7)
- 17. 3. 12:00, Elite – Herbadent 5 : 13 (0:4, 1:5, 4:4)

1. SC WOOW Vítkovice – FBS Olomouc 4 : 0 na zápasy – Zpráva
- 19. 3. 16:15, Vítkovice – Olomouc 10 : 01 (3:0, 2:0, 5:0)
- 10. 3. 14:00, Vítkovice – Olomouc 18 : 01 (5:0, 0:0, 3:0)
- 16. 3. 18:00, Olomouc – Vítkovice 14 : 91 (3:3, 1:3, 0:3)
- 17. 3. 10:00, Olomouc – Vítkovice 14 : 10 (1:3, 3:2, 0:5)

TJ JM Chodov – Eurospolečnosti Brno Židenice 4 : 1 na zápasy – Zpráva
- 19. 3. 20:00, Chodov – Židenice 10 : 2 (5:0, 3:0, 2:2)
- 10. 3. 14:00, Chodov – Židenice 10 : 2 (2:0, 4:2, 4:0)
- 16. 3. 13:30, Židenice – Chodov 10 : 3 (0:1, 0:0, 0:2)
- 17. 3. 13:30, Židenice – Chodov 15 : 3 (1:1, 2:2, 2:0)
- 20. 3. 18:15, Chodov – Židenice 18 : 0 (1:0, 2:0, 5:0)

FbŠ XTG Bohemians – Crazy girls FBC Liberec 4 : 2 na zápasy – Zpráva
- 19. 3. 14:00, Bohemians – Liberec 8 : 1 (3:0, 1:1, 4:0)
- 10. 3. 19:45, Bohemians – Liberec 5 : 8 (1:2, 1:1, 3:5)
- 15. 3. 20:00, Liberec – Bohemians 5 : 6 (2:1, 2:2, 1:3)
- 17. 3. 19:30, Liberec – Bohemians 0 : 5 (0:2, 0:1, 0:2)
- 20. 3. 18:15, Bohemians – Liberec 4 : 5 (0:1, 1:1, 3:3)
- 23. 3. 12:30, Liberec – Bohemians 0 : 5 (0:1, 0:3, 0:1)

### Semifinále
1. SC WOOW Vítkovice – TJ JM Chodov 4 : 3 na zápasy – Zpráva
- 31. 3. 20:00, Vítkovice – Chodov 5 : 1 (1:0, 1:1, 3:0)
- 01. 4. 16:00, Vítkovice – Chodov 7 : 6 (4:3, 1:2, 1:1, 1:0 p)
- 16. 4. 16:00, Chodov – Vítkovice 4 : 2 (0:0, 2:0, 2:2)
- 17. 4. 16:00, Chodov – Vítkovice 1 : 2 (0:0, 1:1, 0:0, 0:1 p)
- 10. 4. 18:15, Vítkovice – Chodov 0 : 3 (0:2, 0:1, 0:0)
- 12. 4. 19:15, Chodov – Vítkovice 6 : 3 (3:1, 2:0, 1:2)
- 14. 4. 16:00, Vítkovice – Chodov 6 : 3 (2:2, 1:1, 3:0)

Herbadent SJM Praha 11 – FbŠ XTG Bohemians 4 : 2 na zápasy – Zpráva
- 30. 3. 17:00, Herbadent – Bohemians 7 : 31 (2:0, 3:1, 2:2)
- 31. 3. 16:00, Herbadent – Bohemians 6 : 10 (2:4, 1:3, 3:3)
- 06. 4. 20:00, Bohemians – Herbadent 6 : 41 (0:1, 1:1 ,5:2)
- 07. 4. 19:00, Bohemians – Herbadent 5 : 12 (4:5, 0:4, 1:3)
- 09. 4. 19:30, Herbadent – Bohemians 7 : 31 (5:0, 1:1, 1:2)
- 13. 4. 20:30, Bohemians – Herbadent 1 : 71 (0:3, 1:2, 0:2)

### Superfinále
O mistru Extraligy rozhodl jeden zápas tzv. Superfinále 20. dubna 2013 v O2 areně v Praze. Superfinále překonalo s 6 295 diváky dosavadní rekord v návštěvnosti na ligovém zápase českého ženského florbalu z finále předchozí sezóny. Nové maximum vydrželo zároveň jen do dalšího superfinále.
- 20. 4. 2013 15:00, Herbadent SJM Praha 11 – 1. SC WOOW Vítkovice 3 : 2 (2:0, 0:0, 1:2)[2][23] – Zpráva

### Konečná tabulka
| Pořadí           | Tým                           |
| ---------------- | ----------------------------- |
| Zlatá medaile    | Herbadent SJM Praha 11        |
| Stříbrná medaile | 1. SC WOOW Vítkovice          |
| Bronzová medaile | TJ JM Chodov                  |
| 4.               | FbŠ XTG Bohemians             |
| 5.               | Crazy girls FBC Liberec       |
| 6.               | Elite Praha                   |
| 7.               | Eurospolečnosti Brno Židenice |
| 8.               | FBS Olomouc                   |

## Boje o udržení
Hráli 9. s 12. a 10. s 11. po základní části. Vítězové z 1. kola zůstali v Extralize, poražení hráli baráž.

### 1. kolo
Tatran team Děkanka – FbC COQUÍ Asper Šumperk 3 : 0 na zápasy – Zpráva
- 23. 3. 16:00, Děkanka – Šumperk 4 : 2 (0:0, 1:0, 3:2)
- 24. 3. 15:00, Děkanka – Šumperk 3 : 1 (2:0, 1:0, 0:1)
- 30. 3. 17:30, Šumperk – Děkanka 0 : 4 (0:0, 0:2, 0:2)

FBŠ AL INVEST Jihlava – FBC UNITED Č. Budějovice 3 : 0 na zápasy – Zpráva
- 23. 3. 18:30, Jihlava – Budějovice 6 : 0 (1:0, 4:0, 1:0)
- 24. 3. 10:00, Jihlava – Budějovice 9 : 7 (4:1, 3:2, 2:4)
- 30. 3. 15:00, Budějovice – Jihlava 2 : 7 (0:2, 2:3, 0:2)

### Baráž
Baráž hráli poražení z 1. kola play-down, poražený finále 1. ligy a vítěz kontumovaného zápasu o 3. místo. Baráž se hrála ve dnech 27. a 28. dubna 2013 v Šumperku, systémem každý s každým. Vítěz skupiny hrál v další sezóně Extraligu.
| Poř. | Tým                      | Z | V | VP | PP | P | VG | OG | B |
| ---- | ------------------------ | - | - | -- | -- | - | -- | -- | - |
| 1.   | FbC COQUÍ Asper Šumperk  | 3 | 3 | 0  | 0  | 0 | 20 | 8  | 9 |
| 2.   | FBK Jičín                | 3 | 2 | 0  | 0  | 1 | 15 | 22 | 6 |
| 3.   | FBC UNITED Č. Budějovice | 3 | 1 | 0  | 0  | 2 | 14 | 13 | 3 |
| 4.   | Bulldogs Brno            | 3 | 0 | 0  | 0  | 3 | 12 | 18 | 0 |

## Nejužitečnější hráčky
Nejužitečnějšími hráčkami Extraligy byly zvoleny:
1. Denisa Billá (Herbadent SJM Praha 11)
2. Eliška Krupnová (Herbadent SJM Praha 11)
3. Gabriela Žůrková (TJ JM Chodov)